# Kotłowy Potok
Kotłowy Potok – potok będący lewym dopływem Macelowego Potoku w Pieninach, w ich części zwanej Pieninami Czorsztyńskimi. Powstaje na wysokości 639 m na zboczu Nowej Góry. Spływa w południowym kierunku przez pola Sromowiec Niżnych i na wysokości około 490 m uchodzi do Macelowego Potoku. Górna część zlewni potoku znajduje się w obrębie porośniętego lasem obszaru Pienińskiego Parku Narodowego, dolna, większa część to pola uprawne Sromowiec Niżnych. W dolinie Kotłowego Potoku znaleziono stanowiska zagrożonego wymarciem storczyka dwulistnik muszy i objętego ścisłą ochroną pszonaka pienińskiego, a u wylotu potoku opisano stanowisko rzadkiego w Karpatach ostu klapowanego. W dolinie Kotłowego Potoku miała też miejsce nielegalna introdukcja ostróżki wyniosłej – rośliny naturalnie w Pieninach niewystępującej.
Cała zlewnia Kotłowego Potoku znajduje się w obrębie wsi Sromowce Niżne w województwie małopolskim, w powiecie nowotarskim, w gminie Czorsztyn.

## Źródło Kotłowego Potoku
Znajduje się na wysokości 639 m w niewielkiej depresji na bardzo stromym, południowym zboczu Nowej Góry. Są tu odsłonięcia piaskowców i łupków z wkładkami zlepieńców oraz utwory formacji wapienia pienińskiego, przykryte paleogeńską zwietrzeliną, a poniżej źródła jest współcześnie powstająca zwietrzelina wapienna. Źródło ma dwa systemy zasilania: głębszy, związany ze strefą dyslokacyjną oraz płytszy, w którym duży udział ma odpływ podpowierzchniowy o charakterze krótkookresowym.